# Neodihammus pici
Neodihammus pici là một loài bọ cánh cứng trong họ Cerambycidae.